# Білозерське князівство

Білозерське князівство на мапі Великого князівства Володимирського (XIII сторіччя)

60°00′00″ пн. ш. 37°50′00″ сх. д. / 60° пн. ш. 37.8333° сх. д.
Білозерське князівство — руське князівство у сточищі річки Шексна і навколо озер Біле і Кубенське в 1238—1485 роках. Столиця — місто Білоозеро (нині Білозерськ). Крім Білоозера, у князівстві було ще одне місто — Устюжна, а також багато великих сіл: Борисово-Судське, Біле, Йорга, Ліпін Бор.

## Історія

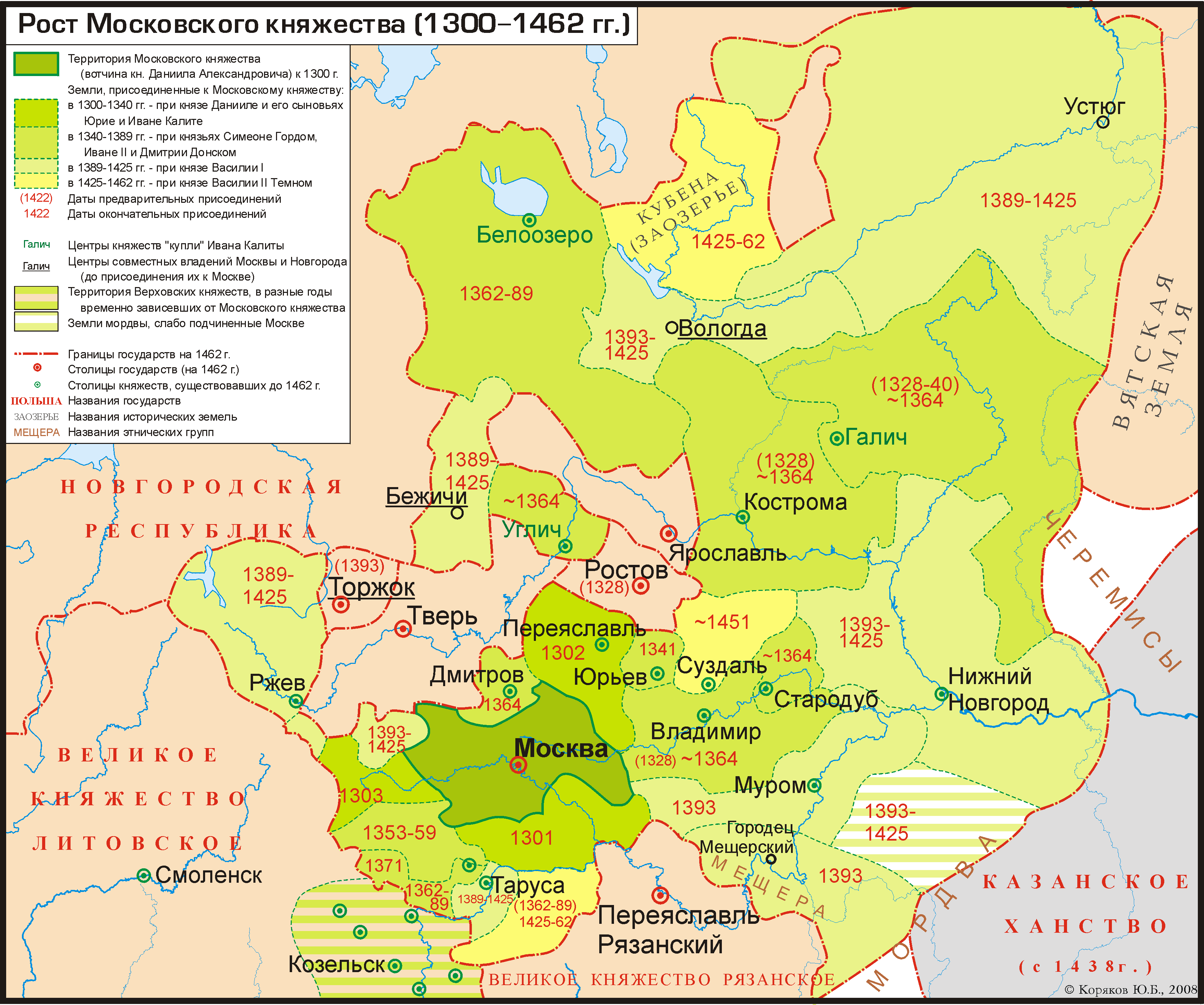
Розширення Московського князівства у 1300—1462 роках

Час заснування Білоозера невідомо, але за літописами це було до покликання князів Рюриковичів, у якому брала участь і Весь (вепси), що населяла тоді Білозерський край. З покликаних братів-князів середній, Сінеус, сів на Білоозері, де першими насельниками була Весь. Після смерті Сінеуса Білозерське князівство переходить Рюрику, який передає його в управління «княжого мужа» або намісника. Значення Білоозера з'ясовується вже при першому приймачі Рюрика: в 907 році Олег, за мирним договором, вимагає з греків «укладів», поряд з іншими містами і на Білоозеро. По смерті Ярослава Володимировича в 1054 році Ростов разом з Суздалем і Білоозером дістався Всеволоду Ярославичу, в роду якого постійно і перебував. У 1207 Всеволод Юрійович (Велике Гніздо) віддав Ростовське князівство, до якою тоді відносилося Білоозеро, старшому синові Костянтину. Костянтин Всеволодович перед смертю в 1219 розділив Ростовську князівство між своїми синами наступним чином: старшому Василькові він віддав Ростовське князівство з Білоозером, Всеволоду — Ярославське князівство, Володимиру — Углицьке канязівство. По смерті Василька Білоозеро відокремилося від Ростова і склало самостійним Білозерським князівством, на яке сів молодший син Василька Гліб, між тим, як Ростов залишився за старшим, Борисом Васильковичаем.
Білозерське князівство виділилося в 1238 році зі складу Ростовського князівства після смерті Василька Костянтиновича. Першим Білозерським князем став його син Гліб Василькович (правил в 1251—1277). У 1279 році князівство було захоплене його племінником ростовським князем Дмитром Борисовичем. У 1302 році, ймовірно, за допомогою Золотої Орди відновлено.
Між 1328 і 1338 роками Білозерське князівство було куплено московським князем Іваном Калитою. Близько 1338 року Узбек-хан відібрав у Калити ярлик на Білозерське князівство і передав його представнику роду білозерських князів — Роману Михайловичу. Після смерті Романа Михайловича територія князівства була поділена на два спадки на користь його синів — Федора і Василя. У 1352 році князівство пережило велику епідемію чуми, після чого місто Білоозеро було перенесене на нове місце (де існує досі, перейменоване в 1777 році на Білозерськ).
Після загибелі князя Федора в Куликовській битві 1380 року Білозерське князівство було приєднано до Москви. У 1389 році Дмитро Донський, у своєму духовному заповіті, призначає Білозерський уділ («куплю Івана Калити») своєму синові Андрію, князю Можайському. По смерті Андрія Дмитровича молодший з двох його синів Михайло, отримав місто Верею і Білозерський уділ, яким володів до своєї кончини в 1485 році. Зі смертю Михайла Андрійовича обидва його спадки, за договором з великим московським князем Іваном III, стали власністю останнього і вже назавжди увійшли до складу Великого Московської князівства.
Білозерський уділ князя Василя, роздрібнився на володіння, залишався за його нащадками до другої половини XVI сторіччя.
Серед вотчинників-васалів місцевої династії відомі прізвища: Монастирьови, Ліхареві, Федорові, Плещеєви, Карачарови, Ілліни, Степанови, Внукови, Стогініни, Хромі.

## Герби Білозерського князівства

### Герб на печатці Івана IV Грозного 1577 / 1578 років.
На печатці зображена риба (прим: породи короп).

#### Герб Білозерського князівства «Царський Тітулярнік» 1672 рік.
В овалі, дві схрещені риби (прим: коропових порід) з півмісяцем і хрестом над ним. Вгорі напис — Білозерський.

##### Герб для Білозерських полків з гербовника Мініха 1729 / 1730 року.
Біле озеро, в ньому дві жовті стерляді, над рибами білий місяць, жовтий хрест, блакитне поле.

##### Гербовник Всеросійського дворянства В.А.Дурасова 1906 року.
Герби великих і удільних князівств Русі. Герб князівства Білозерського. В блакитному полі дві срібні риби (прим: породи осетрові), хрестоподібно розташовані, над якими срібний півмісяць, звернений рогами вгору. В правому куті щита золотий хрест. Зверху щита шапка Мономаха.

## Опис герба
У лазуровому полі дві срібні перехрещені риби (осетрові) під срібним півмісяцем, у розділі зліва золотий хрест. Зверху герба шапка Мономаха.

## Білозерські князі
- Гліб Василькович (1238–1278)
- Дем'ян Глібович (народився в 01.07.1263г.)
- Михайло Глібович (1278–1279)
- Дмитро Борисович (1279–1286)
- Михайло Глібович (1286–1293)
- Федір Михайлович (1293–1314)
- Роман Михайлович (1314–1339)
- Федір Романович (1339–1380)
- Юрій Васильович (1380–1389)
- Андрій Дмитрович (1389–1432)
- Михайло Андрійович (1432–1485)

Див. тако: Білозерські князі — князі Білозерського князівства та їхні нащадки